# Matthew Smith (hockey sur gazon)
Pour les articles homonymes, voir Matthew Smith et Smith.
Matthew Smith, né le 20 novembre 1973 à Tamworth, est un joueur australien de hockey sur gazon.

## Palmarès
- Médaille de bronze aux Jeux olympiques d'Atlanta en 1996[1]